# Pietro Brollo

Erzbischofswappen von Pietro Brollo

Pietro Brollo (* 1. Dezember 1933 in Tolmezzo, Provinz Udine, Italien; † 5. Dezember 2019 ebenda) war ein italienischer Geistlicher und römisch-katholischer Erzbischof von Udine.

## Leben
Pietro Brollo wurde nach seinem Studium der Katholischen Theologie und Philosophie am Seminar in Udine an der Päpstlichen Lateranuniversität in Rom zum Dr. theol. promoviert. Er empfing am 17. März 1957 in Tolmezzo, Karnien, durch den Erzbischof von Udine, Giuseppe Zaffonato, die Priesterweihe für das Erzbistum Udine. Er war in der Seelsorge in Ampezzo und Gemona tätig sowie Professor und Rektor des Diözesanseminars in Udine.
Papst Johannes Paul II. ernannte ihn am 21. Oktober 1985 zum Titularbischof von Iulium Carnicum und zum Weihbischof in Udine. Die Bischofsweihe spendete ihm der Erzbischof von Udine, Alfredo Battisti, am 4. Januar des nächsten Jahres; Mitkonsekratoren waren Domenico Pecile, Bischof von Latina-Terracina-Sezze-Priverno, und Emilio Pizzoni, emeritierter Bischof von Terracina, Priverno e Sezze und emeritierter Weihbischof in Udine.
Am 2. Januar 1996 berief ihn Johannes Paul II. zum Bischof von Belluno-Feltre; die Amtseinführung (Inthronisation) fand am 3. März desselben Jahres statt. Am 28. Oktober 2000 wurde er durch Johannes Paul II. zum Erzbischof von Udine ernannt und am 7. Januar 2001 in das Amt eingeführt. In der italienischen Bischofskonferenz war er Mitglied der Kommission für die Laien.
Am 20. August 2009 nahm Papst Benedikt XVI. sein aus Altersgründen vorgebrachtes Rücktrittsgesuch an.
2010 wurde er mit dem Premio Epifania “Cavalierato del Friuli” der Stadt Tarcento geehrt.